# Velika Barna
Velika Barna je naselje u Republici Hrvatskoj, u sastavu Grada Grubišnog Polja, Bjelovarsko-bilogorska županija. 

## Stanovništvo
Prema popisu stanovništva iz 2011. godine, naselje je imalo 335 stanovnika.
Prema popisu stanovništva iz 2001. godine, naselje je imalo 411 stanovnika te 158 obiteljskih kućanstava.
| broj stanovnika | 919   | 1093  | 1152  | 1554  | 1819  | 2011  | 1922  | 1935  | 1298  | 1361  | 1372  | 1189  | 895   | 729   | 411   | 335   | 246   |
|                 | 1857. | 1869. | 1880. | 1890. | 1900. | 1910. | 1921. | 1931. | 1948. | 1953. | 1961. | 1971. | 1981. | 1991. | 2001. | 2011. | 2021. |

## Povijest
Na obilježavanju Dana sela u Velikoj Barni, 11. rujna 1988. obavljeno je bratimljenje Mjesnog odbora Saveza udruženja boraca narodnooslobodilačkog rata Srbije sela Paljuvi iz općine Ub i boračke organizacije sela Velike Barne. U završnim operacijama sudjelovala je i 8. crnogorska brigada 11. krajiške divizije gdje je određeni (znatan) broj boraca bio iz sela Paljuvi. Vojujući u Velikoj Barni poginulo je petnaest boraca koji su sahranjeni u zajedničku grobnicu s drugim poginulim partizanima.

## Šport
U naselju je postojao nogometni klub NK Graničar Velika Barna.